# Аманат (заложник)
Амана́т (араб. أَمَانَة‎ [amānāt] от أمان‎ [amān] «безопасность») — в восточных языках слово, означающее заложника. В старорусском языке было своё слово — таль.
В русском языке — слово, заимствованное с Востока, означавшее заложника для обеспечения точного выполнения договора, заключённых условий преимущественно в военное время.

## История
Обычай давать заложников в обеспечение должного исполнения договора был в общем употреблении у древних народов и в Средние века. Побеждённая или подчинённая сторона давала победителю лучших людей; если она не выполняла условий договора, то заложники платили своей жизнью за неверность. Также у нецивилизованных народов нередко сами послы рассматривались как заложники. Турция ещё в XVIII веке заключала послов в тюрьму в случаях невыполнения договора или его разрыва.
Но умерщвление аманатов без всякой причины считалось самым гнусным делом. Владимир Мономах горько раскаивался в умерщвлении половецких аманатов. В Средние века умерщвлять заложников считалось варварством; в случае нарушения договора заложник превращался в пленного. Поэтому в заложники брали только тех лиц, свобода которых была дорога для их правительств, например, нередко детей короля. Так, Франциск I в обеспечение мадридского договора оставил испанцам своего сына.
Ваттель довольно подробно излагал правила относительно заложников («Право народов», кн. II, гл. XVI): они должны быть из важнейших особ; обман относительно их качества есть преступление; только свобода их заложена, но не жизнь; как только выполнены условия договора, они должны быть освобождены; если заложник умрёт, его правительство не обязано дать другого; если принц в заложниках получает корону, его следует освободить и взять другого заложника; если условия договора не исполнены, заложник становится военнопленным; при этом он может вполне добросовестно порвать свою связь с государем, отдавшим его в заложники и отказавшимся от него, и взять подданство той державы, которой был отдан в залог.
В новое время обычай подкреплять договор заложниками вышел из употребления: начали верить слову государства, потому что обман стал вызывать общее негодование нейтральных держав. В случае недоверия стал употребляться не личный, а вещевой залог, то есть до выполнения договора побеждённая сторона давала победителю в залог часть территории или крепость. Например, в 1849 году Сардиния, побеждённая Австрией, дала ей в залог часть алессандрийской области.
В период завоевания Сибири русскими властями удерживались аманаты — заложники из родоплеменной знати, которых держали под караулом в уездных городах и острогах, чтобы соплеменники исправно платили ясак. Аманаты содержались на «аманатском дворе», где находилась особая караульная изба. Порядок перемены аманатов устанавливался по соглашению с ясачными людьми. Аманатам полагалось казённое содержание. С енисейских кыргызов аманатов брали сибирские воеводы и Алтан-ханы. Русские власти продолжали удерживать аманатов вплоть до 1730-х годов, что подтверждается, в частности, текстом Белградского мирного договора (1739).
Заложники-аманаты по-прежнему давались:
- в сношениях с покоряемыми народами, например, России с кавказскими горцами на Северном Кавказе во время Кавказской войны и в Башкирии во время Башкирских восстаний и Крестьянской войны 1773—1775 годов;
- при чисто военных сделках, например, для обеспечения свободного пропуска гарнизона, сдавшего крепость.

## Князья-аманаты
- В 1337 году сын Александра Михайловича Тверского — Фёдор направлен в Орду заложником;
- В 1384 году Василий II Дмитриевич оставлен в Орде залогом в 8 тысяч рублей московского долга[6].
- С 1383—1390 год Симеон Дмитриевич и Василий Дмитриевич Суздальские держались в Орде заложниками в течение 7 лет.
- В 1385 году Василий I Дмитриевич заложник в Орде.
- В 1397 году Родослав Ольгович Рязанский был оставлен в Орде заложником в качестве гаранта мира с ханом, но бежал, что вызвало поход хана на Рязань и Любутск. В 1402 году Родослав Ольгович был разгромлен Литовскими войсками в битве под Любутском и попал в плен в качестве заложника под выкуп. В 1405 году был выкуплен своим братом Федором Ольговичем за 3000 рублей[7].